# Jonny Hayes
Jonathan "Jonny" Hayes (Dublin, 9 juli 1987) is een Iers voormalig voetballer die doorgaans speelde als vleugelspeler. Tussen 2004 en 2024 was hij actief voor Reading, Forest Green Rovers, MK Dons, Leicester City, Northampton Town, Cheltenham Town, Inverness CT, Aberdeen, Celtic en opnieuw Aberdeen. Hayes maakte in 2016 zijn debuut in het Iers voetbalelftal en kwam uiteindelijk tot vier interlandoptredens.

## Clubcarrière
Hayes speelde in de jeugdopleiding van Reading, maar wist niet door te breken in het eerste elftal. Na verhuurperiodes bij Forest Green Rovers en MK Dons, verkaste de vleugelspeler naar Leicester City, waar hij voor twee jaar een contract ondertekende. Verder dan zeven duels voor Leicester kwam Hayes niet en in 2009 tekende hij, na verhuurd te zijn geweest aan Northampton Town en Cheltenham Town bij het Schotse Inverness Caledonian Thistle. Aldaar groeide hij in drie jaar tijd uit tot een vaste waarde en hij verkaste in 2012 naar Aberdeen. Bij Aberdeen speelde hij vijf seizoenen op rij meer dan dertig competitieduels en bijna in elke wedstrijd begon hij als basisspeler.
In de zomer van 2017 verkaste de Ier naar Celtic, waar hij zijn handtekening zette onder een verbintenis voor de duur van drie seizoenen. Hayes keerde het aflopen van dat contract terug naar Aberdeen, waar hij voor twee jaar tekende. In het voorjaar van 2023 werd zijn verbintenis opengebroken en verlengd tot medio 2024. In de zomer van 2024 besloot Hayes op zevenendertigjarige leeftijd een punt te zetten achter zijn actieve loopbaan.

## Interlandcarrière
Hayes maakte zijn debuut in het Iers voetbalelftal op 25 maart 2016, toen door een doelpunt van Ciaran Clark met 1–0 gewonnen werd van Zwitserland. De middenvelder mocht van bondscoach Martin O'Neill in de eenenzestigste minuut invallen voor Aiden McGeady. De andere debutanten dit duel waren Alan Judge (Brentford) en Eunan O'Kane (Bournemouth).
| Interlands van Jonny Hayes voor Ierland | Interlands van Jonny Hayes voor Ierland | Interlands van Jonny Hayes voor Ierland | Interlands van Jonny Hayes voor Ierland | Interlands van Jonny Hayes voor Ierland | Interlands van Jonny Hayes voor Ierland | Interlands van Jonny Hayes voor Ierland |
| №                                       | Datum                                   | Wedstrijd                               | Uitslag                                 | Competitie                              | Goals                                   |                                         |
| Als speler bij Aberdeen                 | Als speler bij Aberdeen                 | Als speler bij Aberdeen                 | Als speler bij Aberdeen                 | Als speler bij Aberdeen                 | Als speler bij Aberdeen                 | Als speler bij Aberdeen                 |
| --------------------------------------- | --------------------------------------- | --------------------------------------- | --------------------------------------- | --------------------------------------- | --------------------------------------- | --------------------------------------- |
| 1                                       | 25 maart 2016                           | Ierland – Zwitserland                   | 1 – 0                                   | Vriendschappelijk                       |                                         |                                         |
| 2                                       | 29 maart 2016                           | Ierland – Slowakije                     | 2 – 2                                   | Vriendschappelijk                       |                                         |                                         |
| 3                                       | 28 maart 2017                           | Ierland – IJsland                       | 0 – 1                                   | Vriendschappelijk                       |                                         |                                         |
| 4                                       | 4 juni 2017                             | Ierland – Uruguay                       | 3 – 1                                   | Vriendschappelijk                       |                                         |                                         |

## Erelijst
| Competitie                   |                              |                              |                              |                              |
| Competitie                   | Aantal                       | Jaren                        |                              |                              |
| Inverness Caledonian Thistle | Inverness Caledonian Thistle | Inverness Caledonian Thistle | Inverness Caledonian Thistle | Inverness Caledonian Thistle |
| ---------------------------- | ---------------------------- | ---------------------------- | ---------------------------- | ---------------------------- |
| First Division               | 1                            | 2009/10                      |                              |                              |
| Aberdeen                     |                              |                              |                              |                              |
| League Cup                   | 1                            | 2013/14                      |                              |                              |
| Celtic                       |                              |                              |                              |                              |
| Premiership                  | 3                            | 2017/18, 2018/19, 2019/20    |                              |                              |
| Scottish Cup                 | 2                            | 2017/18, 2018/19             |                              |                              |
| League Cup                   | 3                            | 2017/18, 2018/19, 2019/20    |                              |                              |